# 1107 Lictoria
1107 Lictoria è un asteroide della fascia principale. Scoperto nel 1929, presenta un'orbita caratterizzata da un semiasse maggiore pari a 3,187579 UA e da un'eccentricità di 0,118894, inclinata di 7,073270° rispetto all'eclittica. Ha un diametro di 79,079 km, un periodo di rotazione di 8,5616 ore e un'albedo di 0,066.
Fa parte della famiglia di asteroidi Hygiea.
Il suo nome è un omaggio alla città di Latina, in Italia, il cui nome durante il ventennio fascista era Littoria.